# Oye-Plage
Oye-Plage é uma comuna francesa na região administrativa de Altos da França, no departamento de Pas-de-Calais. Estende-se por uma área de 33,86 km². Em 2010 a comuna tinha 5 561 habitantes (densidade: 164,2 hab./km²).